# Franz Pöschl
Franz Pöschl (* 2. November 1917 in München; † 25. Januar 2011 in Hamburg) war ein Offizier des Heeres der Wehrmacht und des Heeres der Bundeswehr. In seiner letzten Verwendung führte er im Range eines Generalleutnants als Kommandierender General das III. Korps.
Pöschl wurde namentlich als Beispiel „für militärische Exzellenz bzw. soldatische Tugenden mit Wertebezug“ genannt und soll damit als „Anhalt für die Auswahl traditionsstiftender Personen aus der Geschichte der Bundeswehr sowie aus der deutschen Militärgeschichte“ dienen.

## Militärischer Werdegang

### Wehrmacht
Franz Pöschl trat am 6. Dezember 1936 als Offizieranwärter beim Gebirgsjägerregiment 100 in die Wehrmacht ein. Von Juli 1938 an wurde er in verschiedenen Positionen, u. a. als Kompaniechef, in diesem Regiment verwendet. Zum 1. September 1938 wurde Pöschl zum Leutnant befördert. Im Zweiten Weltkrieg nahm er mit diesem Verband an Kämpfen in Polen, Frankreich, Griechenland (Kreta), Sowjetunion (Leningrad, Wolchow) und Italien (Monte Cassino) teil. Ab Mai 1944 wurde er zunächst zur 15. Panzergrenadierdivision und im Juli zum Stab des LXXVI. Panzerkorps kommandiert. Anschließend war er ab August 1944 für zwei Monate als Lehroffizier an der Gebirgsjägerschule eingesetzt, ehe er im Oktober 1944 als Regimentsführer und Kommandeur des Gebirgsjägerregimentes 143 verwendet wurde. In dieser Position wurde er zum 1. November 1944 zum Oberstleutnant befördert. Mit dem Regiment war er an der Eismeerküste in Norwegen eingesetzt. Im Mai 1945 geriet er in britische Kriegsgefangenschaft, aus der er im Februar 1946 entlassen wurde.

### Bundeswehr
Nachdem er bereits im Januar 1959 eine Wehrübung als stellvertretender Kommandeur der Gebirgskampfgruppe B 8 absolviert hatte, trat Pöschl am 4. Januar als Oberstleutnant in die Bundeswehr ein. Nach seiner Einarbeitungszeit an der Infanterieschule in Hammelburg wurde er im Oktober 1960 zum stellvertretenden Brigadekommandeur der Gebirgsjägerbrigade 23 in Bad Reichenhall ernannt. Im 1. Juli 1961 übernahm Pöschl das Kommando über die Brigade.
Am 26. März 1965 wurde Pöschl zum Brigadegeneral ernannt und trat am 1. April 1965 die Position des stellvertretenden Divisionskommandeurs der 1. Luftlandedivision in Bruchsal an.  Am 1. Januar 1967 übernahm er das Kommando über die Division und wurde am 16. Juni 1967 zum Generalmajor befördert.
Am 1. Oktober 1970 wurde Pöschl zum Stellvertretenden Kommandierenden General des II. Korps in Ulm ernannt. Im Jahr 1971, während des NATO-Manövers „Winter Exercise-1971“ (WINTEX-71), erlangte Pöschl internationale Aufmerksamkeit, da er als einziger General offen die neue NATO-Strategie zur nuklearen Abschreckung kritisierte. Er bezeichnete sie als eine „wahnwitzige und stupide Form militärischer Führung“. Diese Strategie sah vor, US-amerikanische Atomwaffen auf deutschem Boden als letztes Mittel gegen eine mögliche sowjetische Invasion einzusetzen. Pöschl verurteilte diesen Plan als unlogisch und rücksichtslos, da die Verteidigung Deutschlands durch dessen Zerstörung in eine nukleare Wüste sowohl sinnlos als auch selbstzerstörerisch sei.
Am 1. Oktober 1972 wurde Pöschl zum Generalleutnant befördert und übernahm das Kommando über das III. Korps in Koblenz. In dieser Position leitete er im Jahr 1974 die mit 80.000 teilnehmenden Soldaten größte Übung der Bundeswehr „Schneller Wechsel“. Am 31. März 1978 trat in den Ruhestand.

## Zivilleben
Nach seiner Entlassung aus der Kriegsgefangenschaft im Februar 1946 arbeitete Pöschl von Mai 1946 bis Januar 1947 als Hilfsarbeiter in einer Marmorfabrik in Kiefersfelden. Von Januar bis Mai 1947 wurde er landwirtschaftlicher Praktikant im Klostergut Scheyern. Zwischen 1946 und 1950 absolvierte er ein Lehramtsstudium auf. Nach Bestehen seiner ersten Lehramtsprüfung arbeitete er von Mai 1948 bis Dezember 1951 als Lehrer in Oberaudorf.
Im Januar 1952 wurde er Referent für staatsbürgerliche Bildung bei der Bayerischen Polizei und später Polizeischulrat.
Von Oktober 1955 bis Dezember 1959 war Pöschl als Oberregierungsrat Leiter des Wehreferats der Bayerischen Staatskanzlei. Während dieser Zeit war er Mitglied des Personalgutachterausschusses.
Pöschl beteiligte sich am Grünwalder Arbeitskreis, einer überparteilichen Arbeitsgruppe zur institutionellen Sicherung der politischen Bildung in Bayern. Aufgrund der Arbeit dieser Gruppe wurde 1957 das Gesetz zur Errichtung einer Akademie für Politische Bildung verabschiedet, was zur Gründung der Akademie für Politische Bildung in Tutzing führte.

## Rezeption
Pöschl war ein entschiedener Verfechter der Führungsphilosophie der Bundeswehr, der Inneren Führung. Dieses Konzept betonte Prinzipien wie Führen mit Auftrag und Staatsbürger in Uniform. Er förderte einen humanistischen Ansatz in der militärischen Führung, der moralische Verantwortung, individuelle Würde und demokratische Werte integrierte. Pöschl war überzeugt, dass Soldaten nicht nur blind Befehlen gehorchen, sondern die ethischen Dimensionen ihrer Handlungen vollständig verstehen sollten, während sie als informierte und aktive Bürger dienten. Sein Konzept verband Disziplin mit Autonomie und förderte Vertrauen, Eigeninitiative und die Einhaltung der Verfassungsprinzipien sowie des Rechtsstaatsprinzips. Für Pöschl war dieser Ansatz entscheidend, um sowohl die moralische Integrität als auch die operative Effektivität eines modernen Militärs in einer demokratischen Gesellschaft zu bewahren.
Franz Pöschl genoss das Vertrauen von Helmut Schmidt und lieferte erst dem Verteidigungsminister und später dem Bundeskanzler wichtige Einschätzungen zur Verteidigungspolitik und NATO-Strategie. Seine Fachkompetenz und prinzipientreue Haltung in militärischen Führungsfragen machten ihn während dieser Zeit zu einem unverzichtbaren Akteur für die Gestaltung der deutschen Rolle im Bündnis.
Am 12. Juli 2024 erkannte die Tradition der Bundeswehr ihn als einen ihrer herausragenden Generale an und feierte ihn als „ein Beispiel militärischer Exzellenz und soldatischer Tugenden“. Dieses Urteil spiegelt seine bemerkenswerte Karriere wider, darunter seinen Dienst als hochdekorierter Frontoffizier im Zweiten Weltkrieg, seine Rolle im Personalgutachterausschuss des Bundestages, seine erfolgreiche Führung des III. Korps, den Respekt, den er von seinen Soldaten für seinen Führungsstil erhielt, sowie seine entschlossenen Maßnahmen zur Abschaffung der Schleifermethoden während seines Kommandos über die 1. Luftlandedivision.

## Auszeichnungen
- Deutsches Kreuz in Gold, 1942
- Ritterkreuz des Eisernen Kreuzes, 1944
- Verwundetenabzeichen in Gold (5× verwundet, 40 % kriegsbeschädigt), 1944
- Ehrenblattspange des Heeres, 1945
- Großes Verdienstkreuz mit Stern des Verdienstorden der Bundesrepublik Deutschland, 1976
- Legion of Merit (Offizier), 1978[5]

## Publikationen
- Franz Pöschl: Manneszucht – ein Ziel der inneren Führung; Schriftenreihe: Information für die Truppe: Beilage; 1966,4